# Takayuki Morimoto
Pour les articles homonymes, voir Morimoto.
Takayuki Morimoto (森本 貴幸, Morimoto Takayuki) est un footballeur international japonais né le 7 mai 1988 à Tokyo. Mesurant 1,83 m pour 76 kg, il évolue actuellement avec le club taïwanais de Taichung Futuro où il joue au poste d'attaquant.

## Carrière
Formé dans le club japonais de Tokyo Verdy, il y explose en seulement deux saisons où il fait ses débuts en J-League à un peu moins de 16 ans. Il devient alors le plus jeune joueur de l'histoire du championnat japonais, et le plus jeune marqueur puisqu'il inscrit son premier but à 15 ans et 11 mois. À l'été 2006, il quitte Tokyo pour rejoindre le club du Calcio Catania, alors en Serie A italienne.
Il fera ses débuts sous les couleurs rouge et bleu en janvier 2006 face à l'Atalanta Bergame: entré à la 83e minute de jeu, il inscrira ensuite le but de l'égalisation. Cependant, sa fin de saison est gâchée par une blessure qui l'éloignera des terrains pour 6 mois.
C'est lors de la saison 2008-2009 que le jeune attaquant nippon se révélera. En effet, il jouera 23 matchs de Serie A et inscrira 9 buts toutes compétitions confondues et offrira de nombreuses passes décisives. La saison 2009-10 est moins réjouissante pour lui, malgré un bilan plus qu'honorable, 27 matchs pour 5 buts inscrits et le maintien de Catane. Il est alors barré par le trio Mascara - Maxi Lopez - Martinez. En janvier 2013, il est prêté avec option d'achat au club émirati d'Al Nasr Dubaï.
En août 2013, il retourne au pays en signant au JEF United.

## En sélection
Il a joué avec les -20 ans japonais lors du championnat AFC 2004 jeunesse et pendant le Championnat du Monde juniors Fifa 2005. Il a aussi représenté le Japon lors des JO 2008 à Pékin, cependant son équipe se fera éliminer au premier tour.
Le 10 octobre 2009, il débute avec l'équipe nationale japonaise face à l'Écosse et une victoire 2-0. Il marque son premier but en sélection face au Togo pour une victoire 5-0.

## Parcours
- 2004-2006 :  Tokyo Verdy
- depuis 2006 :  Calcio Catania
  - 2011-2012 :  Novare Calcio (prêt)
  - jan. 2013-2013 :  Al Nasr Dubaï (prêt)
- 2013-déc. 2015 :  JEF United
- jan. 2016-déc. 2017 :  Kawasaki Frontale
- depuis jan. 2018 :  Avispa Fukuoka

## Statistiques

### Buts internationaux
| 0   | Date             | Lieu                         | Compétition  | Résultat | Adversaire | Détail | Détail         | Détail | Sél. |
| --- | ---------------- | ---------------------------- | ------------ | -------- | ---------- | ------ | -------------- | ------ | ---- |
| 1er | 14 octobre 2009  | Stade de Miyagi, Rifu, Japon | Match amical | V 5-0    | Togo       | 11e    | du pied droit  | 3-0    | 2e   |
| 2e  | 7 septembre 2010 | Stade Nagai, Osaka, Japon    | Match amical | V 2-1    | Guatemala  | 12e    | de la tête     | 1-0    | 7e   |
| 3e  | 7 septembre 2010 | Stade Nagai, Osaka, Japon    | Match amical | V 2-1    | Guatemala  | 20e    | du pied gauche | 2-0    | 7e   |

## Palmarès
- Championnat du Japon en 2017
- Vainqueur de la Coupe du Japon (Coupe de l'Empereur) en 2004
- Vainqueur de la Supercoupe du Japon en 2005
- Élu meilleur rookie du championnat japonais en 2004